# 吉田直 (法学者)
吉田 直（よしだ すなお、1949年 - ）は、日本の商法学者。専門は会社法、商事契約法、法と経済学。元青山学院大学大学院法務研究科教授。青山学院学術褒賞受賞。

## 人物・経歴
佐賀県出身。1973年南山大学経済学部卒業。南山大学大学院経済学研究科修士課程修了、経済学修士。一橋大学大学院法学研究科修士課程修了、法学修士。1981年一橋大学大学院法学研究科博士課程単位取得。指導教官は喜多了祐。
1981年一橋大学法学部助手。1982年國學院大學法学部専任講師。1985年國學院大學法学部助教授。カリフォルニア大学ロサンゼルス校留学、カリフォルニア大学バークレー校留学を経て、1992年青山学院大学法学部助教授。ロンドン大学ロンドン・スクール・オブ・エコノミクス留学や青山学院大学法学部教授を経て、2003年青山学院大学大学院法務研究科教授。
専門は、会社法、商事契約法、法と経済学で、2001年青山学院学術褒賞受賞。2017年青山学院永年勤続者表彰。

## 著書
- 『アメリカ商事契約法 : 統一商事法典を中心に』中央経済社 1991年
- 『手形・小切手法30講』（共著）青林書院 1991年
- 『企業結合と買収の法理』（久保欣哉編、共著）中央経済社 1992年
- 『法学』(森泉編、共著）中央経済社 1992年
- 『英和和英ビジネス法律用語辞典』(喜多了祐監修、共著)中央経済社  2000年
- 『競争的コーポレート・ガバナンスと会社法』中央経済社 2001年
- 『ケーススタディ現代商行為法 : 商事契約法的アプローチ』中央経済社 2004年、第2版2006年
- 『ケーススタディ会社法総則・商法総則』中央経済社 2007年
- 『重要論点株式会社法』中央経済社 2016年